# Alexis Mac Allister
Alexis Mac Allister (ur. 24 grudnia 1998 w Santa Rosa) – argentyński piłkarz, występujący na pozycji środkowego lub ofensywnego pomocnika w angielskim klubie Liverpool F.C. oraz w reprezentacji Argentyny. Wychowanek Argentinos Juniors, w trakcie swojej kariery grał także w Boca Juniors.

## Kariera reprezentacyjna
11 listopada 2022 Mac Allister znalazł się w 26-osobowym składzie Argentyny na Mistrzostwa Świata 2022. W ostatnim meczu grupowym z Polską 30 listopada strzelił swojego pierwszego gola w reprezentacji, otwierając wynik w wygranym 2:0 spotkaniu. W finale turnieju przeciwko Francji Mac Allister asystował przy bramce Ángela Di Marii. W dogrywce Mac Allister został zmieniony, ostatecznie jego reprezentacja wygrała finał po serii rzutów karnych, a w konsekwencji cały turniej.